# Krajnčica
Krajnčica – wieś w Słowenii, w gminie Šentjur. W 2018 roku liczyła 223 mieszkańców.